# Lit de Charlemagne

Le Lit de Charlemagne (en allemand : Kaiser Karls Bettstatt) est un bloc de quartzite dont la forme évoque assez bien celle d'un grand lit.

## Situation

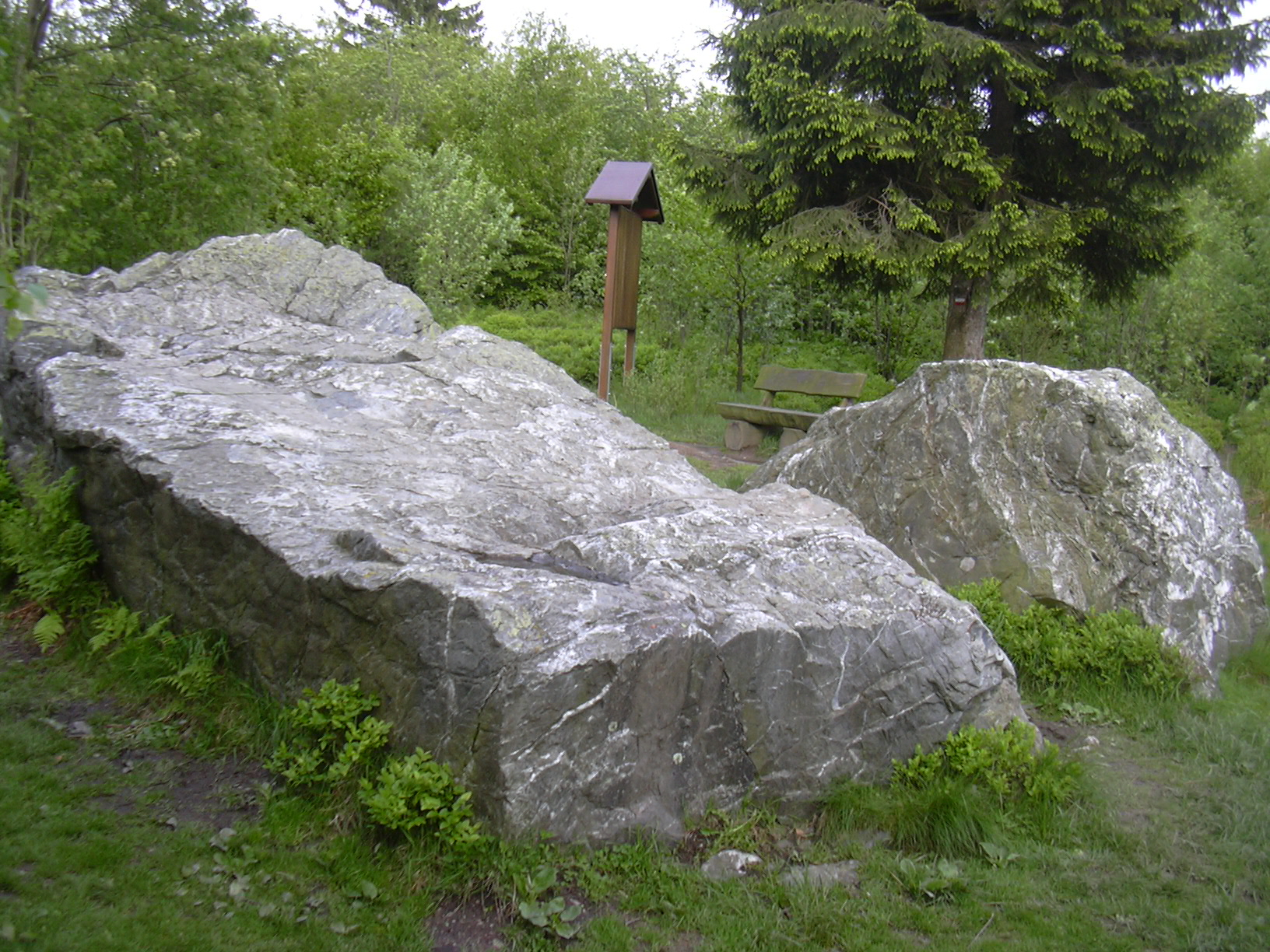
Le lit de Charlemagne

Ce monolithe, jalon frontalier de grande dimension (longueur : 4,50 m., largeur : 2,50 m.), se trouve dans les Hautes-Fagnes à la frontière belgo-allemande sur le territoire allemand près de la borne frontalière 722 et non loin du village de Mützenich. L'altitude est de 648 mètres.
Le sentier de grande randonnée GR 15 Montjoie - Martelange passe devant cette pierre.

## Légende et histoire
Selon la légende, Charlemagne, qui s'était égaré dans le brouillard au cours d'une chasse, fut contraint de passer la nuit allongé sur cette pierre.
Le Lectus Caroli Magni  est déjà cité dans un texte de 1205, à propos des limites du prieuré de Reichenstein, lequel était établi entre Mützenich et Kalterherberg.
Certains ont voulu voir dans le Lit de Charlemagne un menhir renversé à l'époque du grand empereur. Il est plus probable qu'il s'agit d'une pierre erratique comme l'on en rencontre beaucoup dans les Hautes-Fagnes.